# Jacques Gauthé
 (septembre 2013).
Si vous disposez d'ouvrages ou d'articles de référence ou si vous connaissez des sites web de qualité traitant du thème abordé ici, merci de compléter l'article en donnant les références utiles à sa vérifiabilité et en les liant à la section « Notes et références ».
Jacques Gauthé, né le 12 juin 1939 à Gaujac (Gers) et mort le 10 juin 2007, est un clarinettiste et saxophoniste de jazz Dixieland français.

## Biographie
Très tôt, Jacques Gauthé est attiré par la musique. Dès l’âge de 5 ans, il prend des leçons de solfège et de piano. Avec la fin de la Seconde Guerre mondiale il découvre le jazz et se met à la clarinette, à l’âge de 11 ans. Assistant en famille, à Paris, à un concert de Sidney Bechet, il décide de devenir musicien professionnel. Il deviendra l’ami de Sidney Bechet, puis des grands musiciens de l’époque, Mezz Mezzrow, Albert Nicholas, Memphis Slim, Benny Waters (en)… Menant de pair ses métiers (il est aussi charcutier et cuisinier), Il effectue des tournées en France à la tête de son groupe, le Old Time Jazz Band de Toulouse. À Saint-Sébastien (Espagne), le groupe remporte le prix du San Sebastian Jazz Festival. Ils se produisent aussi au Jazz Band Ball à Paris.
En 1968, Jacques Gauthé s’installe à La Nouvelle-Orléans, où il peut satisfaire ses deux passions, le jazz et la cuisine. Il est chef de restaurants comme le Plimsol Club, puis le Galatoire’s Restaurant. Il joue au Preservation Hall et participe au Kid Thomas Band. Puis il fonde son propre groupe, The Creole Rice Yerba Buena Jazz Band. Plusieurs albums sont édités, dont, en 1997, Echoes of Sidney Bechet, pour le centenaire de la naissance du musicien. Il fait de nombreuses tournées dans tous les États-Unis. Il fait aussi quelques retours en France, notamment au festival Jazz in Marciac (1991).
En 2005, l’ouragan Katrina dévaste la Louisiane et Jacques Gauthé est une de ses victimes : s’il est indemne, sa maison, avec tous les souvenirs et les instruments qu’elle contient, est détruite. C’est une très dure épreuve pour lui. En 2007, il revient en France pour une tournée dans sa région natale, où il retrouve ses très nombreux amis, et c’est là, après un récital donné à Gaujac (Gers) qu’il s’éteint brusquement, dans son sommeil, la nuit du 9 au 10 juin 2007.

## Discographie
- Someday Sweetheart, Ghb Records
- Paris Blues (1992), Stomp Off Records
- Yerba Buena Style Ghb Records (1994)
- Cassoulet Stomp, Stomp Off Records (1993)
- Creole Jazz, Stomp Off Records (1994)
- Red Hot Reeds (1994), avec Claude Luter
- Echoes of Sidney Bechet, Good Time Jazz Records(1997)
- All Alone with Rhythm

En 2009, le groupe New Bumpers Revival Jazz Band a publié Petite Fleur - Tribute to Jacques Gauthé